# Leoberto Leal
Leoberto Leal là một đô thị thuộc bang Santa Catarina, Brasil. Đô thị này có diện tích 291 km², dân số năm 2007 là 3348 người, mật độ 11,5 người/km².